# Cison di Valmarino
Cison di Valmarino est une commune italienne de la province de Trévise, dans la région Vénétie.

## Économie
Pendant l'entre-deux-guerres, le secteur primaire de la commune tournait encore autour d'une agriculture vivrière basée sur l’élevage, la viticulture et l’exploitation forestière. Les femmes étaient en grande partie employées saisonnièrement dans les filatures textiles. Cependant, comme dans toute la région, de nombreux habitants durent trouver du travail ailleurs, notamment dans le triangle industriel et en Europe centrale, ce qui contribua grandement au déclin démographique que Cison di Valmarino connu entre 1911 et 1981.

## Administration
| Période                                  | Période | Identité | Étiquette | Qualité |
| ---------------------------------------- | ------- | -------- | --------- | ------- |
|                                          |         |          |           |         |
| Les données manquantes sont à compléter. |         |          |           |         |

### Communes limitrophes
Follina, Mel, Pieve di Soligo, Refrontolo, Revine Lago, Tarzo, Trichiana,valmareno

### Personnalités nées à Cison di Valmarino
- Walter Cecchinel
- Egidio dall'Oglio